# Operació de bandera falsa
Les operacions de bandera falsa són operacions amagades i encobertes, dutes a terme per governs, corporacions i d'altres organitzacions, que mitjançant enganys i propaganda, fan creure a l'opinió pública que han sigut realitzades per altres col·lectius. El nom es deriva del concepte militar d'aixecar colors falsos, que significa dur hissada una bandera d'un altre país, tàctica molt utilitzada en les batalles navals.
Sovint s'ha descobert que atacs terroristes a diferents països han sigut duts a terme pel govern del propi país que els ha patit, amb l'objectiu de fer creure a l'opinió pública quelcom que beneficia els objectius d'aquest govern. Per exemple, uns dels casos d'operacions de bandera falsa més clars varen ser els que van succeir als anys 70 a Itàlia, quan diverses bombes van fer explosió i el govern les va atribuir a organitzacions d'extrema esquerra, però en realitat va ser una estratègia de les organitzacions d'extrema dreta, en col·laboració amb els serveis secrets italians, amb l'objectiu de causar crispació i tensar els aires polítics del moment, alhora que desacreditava i acusava de terroristes als moviments socials, i així justificar la repressió sobre aquests. Aquesta operació de bandera falsa és coneguda com a estratègia de tensió d'Itàlia.

## Ús de bandera falsa contra l'adversari
La bandera falsa s'utilitza tot sovint en els conflictes bèl·lics d'arreu amb l'objectiu de confondre a l'enemic o enganyar-lo, sense el propòsit de conspirar contra la població civil. Aquests en són els exemples més usuals.

### Espionatge
Les tècniques de bandera falsa són àmpliament utilitzades en l'àmbit de l'espionatge, habitualment es recluten agents convencent-los que treballen per a governs amics o organitzacions en què confien. Es creu que EUA fa servir sovint aquesta tàctica a l'orient proper, fent pensar als agents que recluta que treballen per a grups islàmics, però en realitat ho fan per al govern americà.

### Guerra naval
Als conflictes marítims aquesta pràctica és considerada acceptable, i es permet lluir la falsa bandera, hissant la bandera nacional pròpia just abans del combat, per confondre l'enemic.
Els creuers auxiliars van operar d'aquesta manera en ambdues Guerres Mundials. Els Q-boat anglesos van emprar aquest comportament, i va dur a Alemanya a una guerra submarina sense límits. L'exemple més notable va ser el creuer alemany Kormoran, que atacava els vaixells comercials anglesos, i que va sorprendre i enfonsar el creuer auxiliar HMAS Sydney el 1941, llevant el nombre més elevat de vides registrat mai en un vaixell de guerra australià.

### Guerra terrestre
A la guerra terrestre l'ús de bandera falsa és semblant a la guerra marítima, però a terra, sense intencions conspiratives, és molt menys útil. Un clar exemple és quan el 2008 l'exèrcit de Colòmbia va fer veure que pertanyia a la Creu Roja, enganyant a la guerrilla de les FARC per alliberar a quinze ostatges, entre ells la política Íngrid Betancourt a la coneguda com Operació Escac (Operación Jaque). L'assumpció més estesa és que aquesta pràctica va ser presa primàriament per la Llei humanitaria internacional al judici de 1947 del planificador i comandant de l'Operació Greif, Otto Skorzeny.

## Exemples d'Operacions de bandera falsa amb conspiració

### Operacions de bandera falsa presumptes
- 1823 - El gener de 1823 el port de Maracaibo, que s'acabava de lliurar als independentistes, mostrava bandera espanyola per capturar els vaixells espanyols que hi entraven desprevinguts, com va passar a Miquel Biada

- 1865 - El 1865, a la batalla de Papudo, un vaixell de Xile va utilitzar la bandera de la Gran Bretanya i va sorprendre amb un atac a un vaixell espanyol

- 1882-1883 - Entre finals del 1882 i principis del 1883, a la regió rural d'Andalusia van succeir incendis de collites i edificis, a més de quatre assassinats. Aquests fets van ser atribuïts per part del govern i l'església a una suposada organització anarquista secreta i violenta anomenada Mano Negra. Basant-se en aquest pretext, i tot i que els grups anarquistes (molt nombrosos a Andalusia durant aquesta època) varen negar qualsevol relació amb els atemptats i l'absència absoluta de proves, l'estat va dur a terme una repressió duríssima i quinze camperols van ser condemnats a mort i executats públicament a la plaça del mercat de Jerez de la Frontera. Avui es coneix que la Mano Negra va ser una operació de bandera falsa del govern de Sagasta per tal d'esclafar les revoltes a la zona rural del sud d'Espanya.[3][4]
- 1898 - Explosió del Maine

- 1931 - El 1931 va succeir l'Incident de Mukden, en el que oficials japonesos varen fabricar un pretext per a permetre l'annexió de la Manxúria, fent explotar una secció de la via de ferrocarrils. Després, van reclamar el fals segrest d'un dels seus soldats a l'incident del Pont de Marco Polo com a excusa per justificar la invasió de la Xina.

- 1933 - L'incendi del Reichstag del 27 de febrer de 1933 va ser atribuït pel govern acabat d'elegir d'Adolf Hitler als comunistes i socialistes, però realment va ser orquestrat pels nazis tal com es va demostrar mitjançant documents i confessions obtinguts als judicis de Nuremberg.

- 1939 - El 1939, la Unió Soviètica va canonejar Mainila al límit de Finlàndia, provocant baixes. Aquest atac preparat va servir com a justificació per a envair Finlàndia, tot i que la invasió de Finlàndia ja havia sigut pactada amb anterioritat amb l'Imperi Alemany de Hitler.

- 1939 - L'Incident de Gleiwitz de 1939, Reinhard Heydrich de l'Alemanya Nazi va fabricar falses evidències d'un atac polonès amb l'objectiu de mobilitzar l'opinió pública alemanya, i construir un pretext absolutament fals per entrar en guerra amb Polònia. Aquesta amb moltes altres operacions de bandera falsa de l'Operació Himmler van mobilitzar el suport de la població alemanya per a l'inici de la Segona Guerra Mundial.

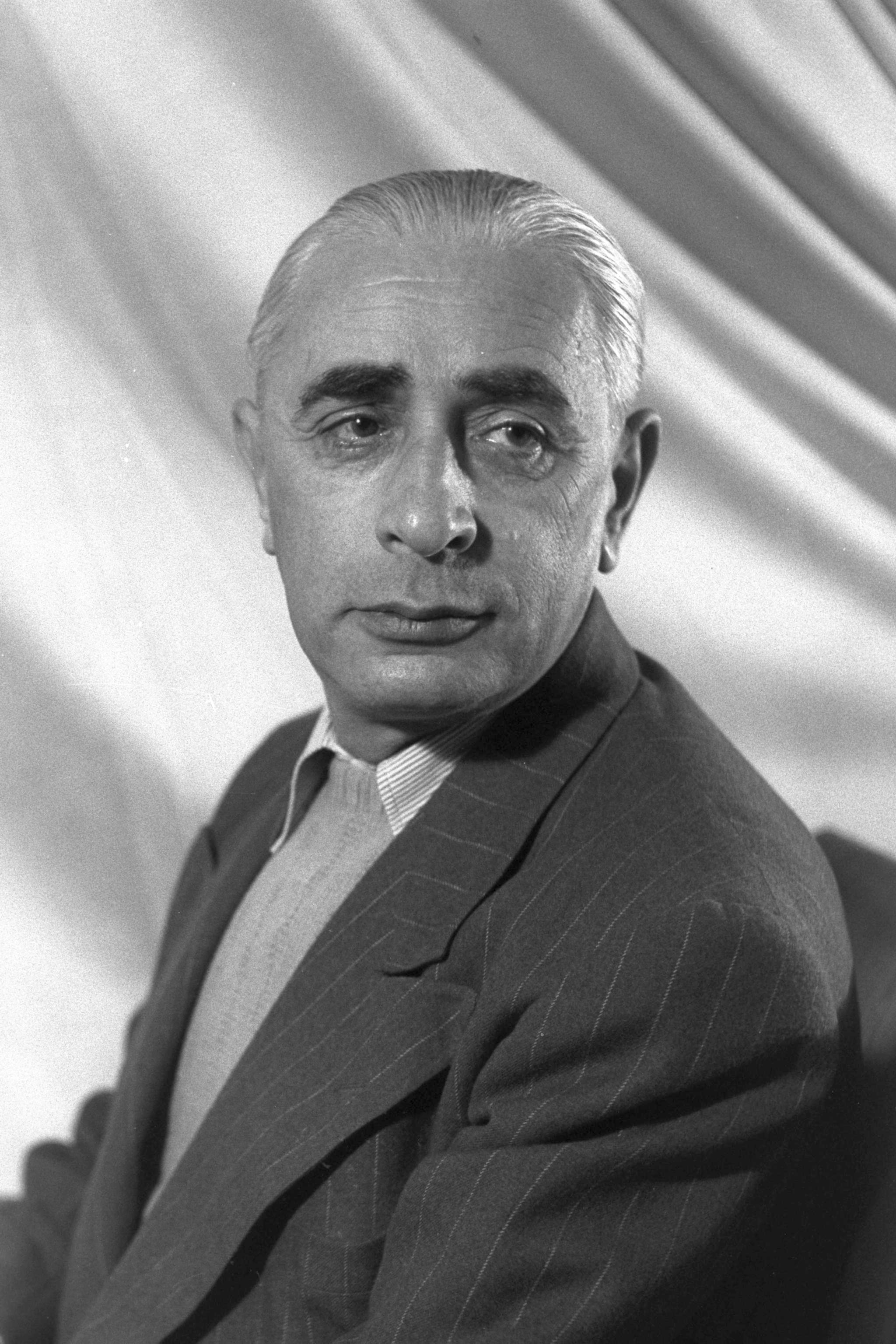
Pinhas Lavon, ministre de Defensa israelià durant l'Operació Susannah.

- Pinhas Lavon, ministre de Defensa israelià durant l'Operació Susannah. 1954 - L'assumpte Lavon (Lavon Affair) és el gran tràfec generat per l'operació encoberta israeliana a Egipte, coneguda com a Operació Susannah, en la que béns egipcis, estatunidencs i britànics a Egipte van ser atacats durant l'estiu de 1954. Es va conèixer amb l'eufemisme «assumpte Lavon» després que el ministre de Defensa israelià Pinhas Lavon fos obligat a dimitir per causa de l'incident, que va ser realment terrorisme d'Estat de bandera falsa. Israel no va admetre la seva responsabilitat fins a l'any 2005.[5]

- En 2024 es va destapar l'existència d'una estructura interna al Esquerra Republicana de Catalunya finançada amb factures falses a través de l'empresa de comunicació Relevance,[6] i que va enviar uns en octubre de 2022 un grup de mariachis a la seu de Junts quan es debatia sortir del govern, poc abans de les eleccions municipals de 2023 hauria fet una enganxada de cartells en els que es mostraven Xavier Trias i Jaume Collboni fent-se un petó, i un altre contra els germans Maragall per la malaltia d'Alzheimer de Pasqual Maragall, van llençar bitllets falsos amb missatges difamatoris contra Laura Borràs durant un judici,[7] a més d'accions a les xarxes socials,[8] per la que va dimitir Sergi Sabrià, responsable de les campanyes electorals de Esquerra i viceconseller de Comunicació i Estratègia del Govern en funcions.[9]

### Operacions de bandera falsa planificades però no executades
- 1962 - L'Operació Northwoods, planejada el 1962 pel Departament de defensa dels USA com un atac sobre la seva pròpia nació amb l'objectiu de crear un pretext per tal de realitzar una intervenció militar a Cuba. L'engany hagués consistit a involucrar a Cuba en el segrest d'avions de passatgers que havien de ser estavellats contra edificis significatius dels Estats Units. Aquesta conspiració va ser ideada per la Junta de Caps d'Estat Major, i va ser rebutjada pel President John F. Kennedy, i va ser revelada per la Freedom of Information Act, sent publicada per James Bamford.[10]

- 1982 - A Espanya la conspiració colpista pel 27 d'octubre de 1982 que va ser avortada a principis d'aquell mateix mes, pretenia, segons el pla, realitzar una sèrie d'accions terroristes de gran envergadura que serien atribuïdes a ETA, per tal de justificar una intervenció militar.

### Operacions no aclarides a les quals s'ha acusat de ser operacions de bandera falsa
- 1999 - L'exoficial del GRU, Aleksey Galkin,[11] l'exoficial Aleksandr Litvinenko[12] i d'altres delators al govern rus van afirmar que els atemptats dels Edificis de Rússia el 1999 que van precipitar la Segona Guerra Txetxena van ser operacions de bandera falsa preparades pel FSB, successor del KGB.

- 2001 - Segons el documental polèmic Zeitgeist els atemptats de l'11 de setembre de 2001 a USA van ser una operació de bandera falsa organitzada pel mateix govern estatunidenc per crear un fals pretext per a justificar les guerres contra Afganistan i Iraq.[13]